# 'Amran (gouvernement)
 'Amran is een gouvernement (provincie) in Jemen.
'Amran telt 1.339.229 inwoners op een oppervlakte van 7900 km².
Abyan · Aden · Ad Dali' · Al Bayda' · Al Hudaydah · Al Jawf · Al Mahrah · Al Mahwit · 'Amran · Dhamar · Hadramaut · Hajjah · Ibb · Lahij · Ma'rib · Raymah · Sa'dah · Sanaa (stad) · Sanaa (gouvernement) · Shabwah · Socotra · Ta'izz